# ماتی اشتاینمن
ماتی اشتاینمن (انگلیسی: Matti Steinmann؛ زادهٔ ۸ ژانویهٔ ۱۹۹۵) بازیکن فوتبال اهل فنلاند است.
از باشگاه‌هایی که در آن بازی کرده‌است می‌توان به باشگاه فوتبال هامبورگ و باشگاه فوتبال کمنیتس اشاره کرد.
وی همچنین در تیم‌های ملی فوتبال جوانان آلمان، و جوانان آلمان، و جوانان آلمان، و جوانان آلمان، بازی کرده‌است.